# Okres Orhei
Orhei je okres v centrálním Moldavsku. Žije zde okolo 100 tisíc obyvatel a jeho sídlem je město Orhei. Na západě sousedí s okresem Strășeni, okresem Călărași a s okresem Telenești, na severu s okresem Rezina na východě s částečně autonomním regionem Podněstří a na jihu s okresem Criuleni. V okrese se nachází velké archeologické naleziště, kde se nacházejí například i tatarské lázně.